# Azara petiolaris
Espèce
Synonymes
- Azara crassifolia Dippel[2]
- Azara gilliesii Hook. & Arn.[2] [3]
- Azara lilen Bertero[2]
- Quillaja petiolaris D.Don[2]

Azara petiolaris est une espèce de plantes à fleurs de la famille des Salicacées. C’est un arbuste originaire du Chili.